# Mont Saint-Quentin (Somme)
Pour les articles homonymes, voir mont Saint-Quentin et Saint-Quentin (homonymie).

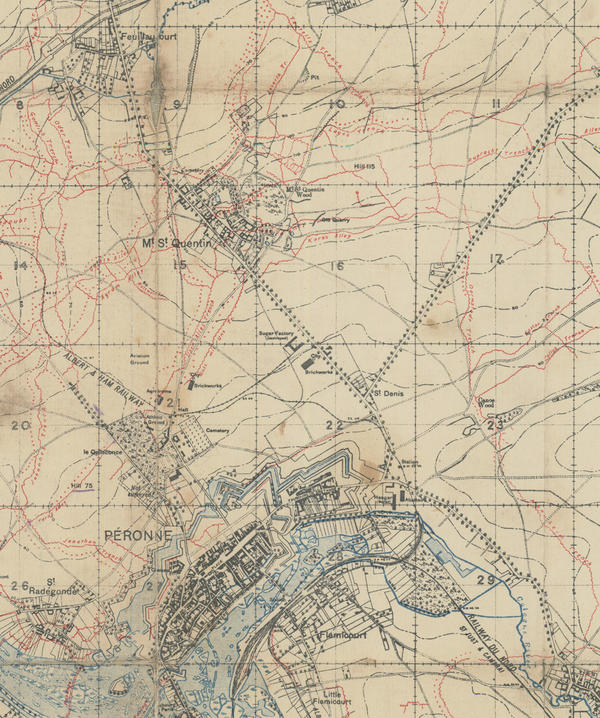
Extrait du plan de bombardement britannique du 8 janvier 1917

Le mont Saint-Quentin, dans le département de la Somme en Picardie, surplombe le fleuve côtier Somme du Nord de la France, à environ 1,5 km au nord du centre-ville de Péronne. Il a donné son nom à la commune de Mont-Saint-Quentin qui a fusionné avec la commune de Péronne en 1962.
La colline culmine à environ 100 mètres d'altitude, mais comme elle est située près d'un méandre de la rivière, elle domine les alentours et revêt une importance stratégique. Pendant la Première Guerre mondiale, c'est un point clé de la défense allemande de la ligne de la Somme qui a constitué le dernier bastion allemand. Son emplacement en fait un point d'observation idéal et stratégiquement, les défenses de la colline gardaient les approches nord et ouest de la ville de Péronne. Elle a été le site de la bataille du mont Saint-Quentin du 31 août au 2 septembre 1918, faisant partie de l'offensive des Cent-Jours qui a été suivie par l'enfoncement de la ligne Hindenburg, à l'origine de la capitulation allemande du 11 novembre suivant.

## Ancienne abbaye du Mont Saint-Quentin
L'abbaye du Mont-Saint-Quentin fut fondée par Clovis II et grâce aux libéralités du maire du palais Archambaud, en 660. Elle fut dédiée à saint Quentin. Ultain, frère de Fursy de Péronne et de Feuillen de Fosses en fut le premier abbé. Cette abbaye bénédictine fut plusieurs fois détruite. Elle fut réformée en 1622 par les mauristes. Elle disparut à la Révolution française. Les frères Duthoit ont dessiné une vue cavalière de l'abbaye.

## Monument aux morts australien du mont Saint-Quentin
La 2e division australienne a un monument aux morts sur la route de Bapaume à Péronne. C'est le seul des cinq monuments commémoratifs de la division australienne dû à l'initiative des soldats de la division. Il est inauguré le 30 août 1925 par le maréchal Foch. Cependant, en 1940, les soldats allemands détruisent le mémorial. Une statue de Stanley Hammond représentant un soldat australien pensif regardant vers le bas est érigée en lieu et place en 1971.

Les monuments aux morts australiens successifs du mont Saint-Quentin
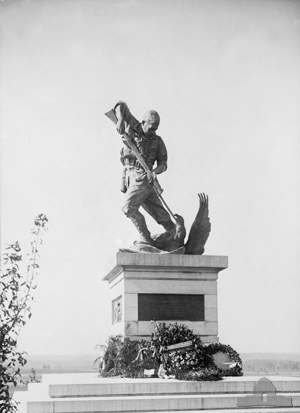
Le monument inauguré en 1925, sculpture par Charles Web Gilbert (en), représentant un soldat australien terrassant l'aigle allemand, détruit en 1940 par l'occupant allemand.
Nouveau monument, érigé en 1971, représentant un digger avec son chapeau caractéristique.